# Terga
Terga (în arabă تارقة) este o comună din provincia Aïn Témouchent, Algeria.
Populația comunei este de 8.372 de locuitori (2010).